# Mjanma na Mistrzostwach Świata w Lekkoatletyce 2011
Mjanma na Mistrzostwach Świata w Lekkoatletyce 2011 reprezentowana była przez dwoje zawodników.

## Występy reprezentantów Mjanmy

### Mężczyźni

#### Konkurencje biegowe
| Konkurencja   | Zawodnik     | Eliminacje | Eliminacje | Półfinał | Półfinał | Finał    | Finał   |
| Konkurencja   | Zawodnik     | Rezultat   | Pozycja    | Rezultat | Pozycja  | Rezultat | Pozycja |
| ------------- | ------------ | ---------- | ---------- | -------- | -------- | -------- | ------- |
| Bieg na 800 m | Zaw Win Thet | 1:58.36    | 41         |          |          |          |         |

### Kobiety

#### Konkurencje biegowe
| Konkurencja   | Zawodniczka   | Eliminacje | Eliminacje | Półfinał | Półfinał | Finał    | Finał   |
| Konkurencja   | Zawodniczka   | Rezultat   | Pozycja    | Rezultat | Pozycja  | Rezultat | Pozycja |
| ------------- | ------------- | ---------- | ---------- | -------- | -------- | -------- | ------- |
| Bieg na 400 m | Yin Yin Khine | DQ         | DQ         |          |          |          |         |